# Bahrains nationalvåben
Bahrains nationalvåben blev komponeret i 1932 af Charles Belgrave, der på den tid var sheikens rådgiver. Våbenet findes både med og uden krone, således at den kronede udgave benyttes af kongen, mens staten benytter våbenet uden krone. Våbenet afspejler Bahrains flag, idet den hvide stribe ved flagstangen er transformeret til et hvidt skjoldhoved.
| Artikelstump | Spire Denne artikel om et rigsvåben eller statsvåben er en spire som bør udbygges. Du er velkommen til at hjælpe Wikipedia ved at udvide den. |